# HX (konvooi)

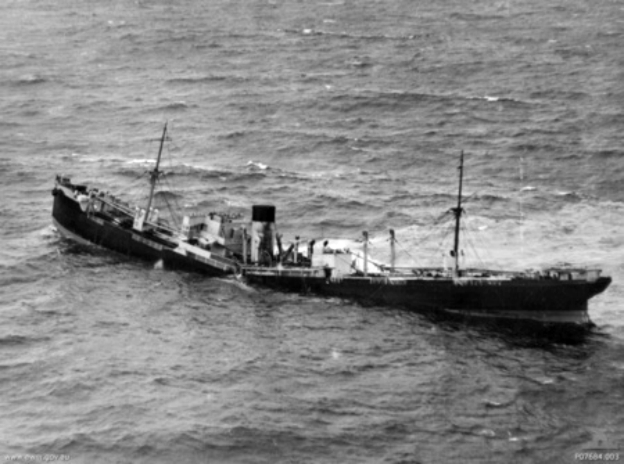
SS Geraldine Mary van HX-60 op 4 augustus 1940. Het schip geladen met papier zinkt na een aanval van U-52. Van de 46 bemanningsleden en vijf passagiers kwamen drie personen om het leven.

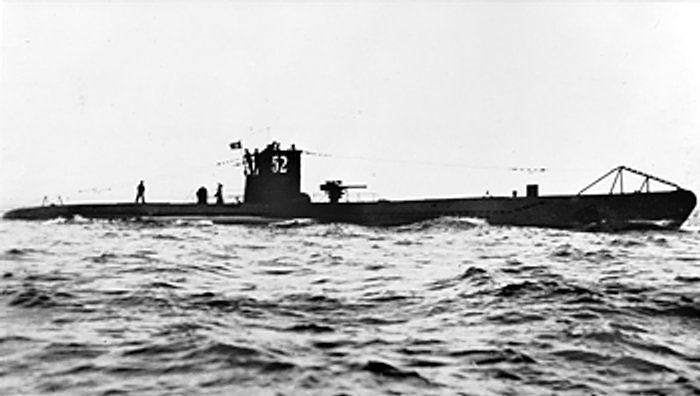
De U-52 viel het konvooi aan.

De HX-konvooien werden tijdens de Tweede Wereldoorlog georganiseerd tussen Halifax (Nova Scotia) en Groot-Brittannië. 
Nadat de Verenigde Staten in december 1941 toetraden tot de oorlog werden de HX-konvooien georganiseerd tussen New York en Groot-Brittannië om dit land te voorzien van grondstoffen, legermaterieel, manschappen en voedingswaren in de strijd tegen nazi-Duitsland. De HX-konvooien waren snelle konvooien zodat ze in theorie minder kwetsbaar waren voor de aanvallen van de Duitse U-boten maar in de praktijk deelden deze konvooien zwaar in de verliezen.
Gedurende de Tweede Wereldoorlog zijn er in totaal 377 HX-konvooien geweest. In totaal maakten ongeveer 20.000 schepen hier deel van uit. 38 konvooien zijn aangevallen waardoor 110 schepen in konvooiverband zijn gezonken, verder zijn 60 schepen tot zinken gebracht die na een eerdere aanval achter zijn gebleven en 36 schepen na een opdracht om te verspreiden tijdens of na een aanval. Het totaal verlies aan schepen kwam hiermee op 206 stuks of ongeveer 1% van alle schepen die in de HX-konvooien hebben gevaren.

## Naslagwerken
- (en)  The Allied Convoy System 1939-1945 (2000). Auteur: Arnold Hague. ISBN (Canada) 1-55125-033-0 en ISBN (UK) 1-86176-147-3
- (en)  Chronology of the War at Sea 1939-1945. Auteurs: J. Rohwer en G. Hummelchen. Uitgever: Naval Institute Press (1992). ISBN 1-55750-105-X